# Mali Videm
Mali Videm je naselje v občini Trebnje.
Mali Videm je gručasto naselje nad Šentlovrencem na podolgovatem griču. Njive se razprostirajo poleg hiš in na položnih legah proti Šentlovrencu in Krtini, v okolici pa so bili najdeni ostanki rimskih stavb in rimski grobovi.